# هنری پول اینجاست
هنری پول اینجاست (به انگلیسی: Henry Poole Is Here) فیلمی محصول سال ۲۰۰۸ و به کارگردانی مارک پلینگتون است. در این فیلم بازیگرانی همچون لوک ویلسون، آدریانا بارازا، رادا میشل، مورگن لیلی، چریل هاینس، جرج لوپز، ریچارد بنجامین ایفای نقش کرده‌اند.